# اسبیان
اسبیان (به لاتین: Equinae) یک زیرخانواده از خانواده اسبان است که در سراسر جهان (به جز اندونزی و استرالیا) از Hemingfordian در مرحله اوایل میوسن (۱۶ میلیون سال پیش) به بعد زندگی کرده‌اند. تصور می‌شود که آنها یک گروه تک‌تباری گیاهی هستند. اعضای زیرخانوادهٔ اسبیان به تنها اسب‌های موجود، گورخرها و گورهای سردهٔ اسب‌ها است.
این زیرخانواده شامل دو تبار اسب‌تباران و Hipparionini، و همچنین دو سردهٔ مرتب‌نشده نشخواراسب و Scaphohippus است.